# سیسویفکا
سیسویفکا (انگلیسی: Sysoyevka) یک شهرک در شهرستان یرمکیفسکی استان باشقیرستان کشور روسیه است.